# Niveau de vie en France
En France, le niveau de vie est défini par l'Institut national de la statistique et des études économiques (Insee) comme le revenu disponible d'un ménage divisé par le nombre d'« unités de consommation ».

## Formule de calcul
Les unités de consommation sont un coefficient de calcul qui dépend de la taille du ménage : selon l'Insee, il faut compter une unité pour le premier adulte, 0,5 unité pour chaque personne supplémentaire de plus de 14 ans et 0,3 pour chaque enfant de moins de 14 ans. Selon d'autres sources, les unités de consommation sont : une unité pour le premier adulte, les autres adultes et les enfants dont l'âge est inférieur à 15 ans sont comptés successivement pour 0,7 et 0,5 unité chacun.

## Par décennie
L'Insee propose une série longue sur la distribution des niveaux de vie de 1996 à 2018.

### Années 2000
Selon l'édition 2009 du rapport Les revenus et le patrimoine des ménages de l'Insee, le niveau de vie médian en France se situe à 17 600 euros en 2006, soit 1 470 euros mensuels, en hausse de 1,7 % par rapport à 2005 (en euros constants). Gagnant 17 760 euros annuels, les 18 à 24 ans ont le niveau de vie le plus faible. Le niveau de vie est à son maximum dans la tranche des 55 à 59 ans (plus de 24 000 euros), selon l'étude. Pour les plus de 75 ans, le niveau de vie de 20 000 euros est proche de celui des quadragénaires et supérieur à celui des trentenaires. Les 10 % de personnes les plus aisées disposent d'un niveau de vie de 33 190 euros. Les 10 % de personnes les plus modestes disposent pour leur part d'un niveau de vie de 9 720 euros, soit 3,4 fois moins. La progression de la valeur du niveau de vie est plus rapide pour les plus riches : + 2,9 %, contre + 1,7 % pour les plus modestes. L'Insee estime le seuil de pauvreté à 880 euros (contre 865 euros en 2005). Selon ce critère, près de 7,9 millions de personnes peuvent être considérées comme « pauvres » (contre 7,7 millions en 2005). Parmi elles, la moitié ont un niveau de vie inférieur à 720 euros par mois. Les 18 à 24 ans ont le taux de pauvreté le plus élevé : 21 % d'entre eux vivent avec moins de 880 euros par mois. Le taux de pauvreté des 25 à 29 ans est inférieur de 9,2 points à celui de la classe d'âge précédente et proche de la moyenne (11,9 %). Selon l'Insee, la pauvreté en conditions de vie concerne 12,7 % des ménages, taux en recul depuis 10 ans.
En 2007, le niveau de vie médian (partageant la population en deux effectifs égaux) est en hausse. Il se situe à 18 170 euros sur l'année, soit 1 510 euros par mois, en hausse de 2,1 % sur 2006. Le niveau de vie moyen s'établit à 21 080 euros. Les inégalités de niveau de vie sont fortes, mais évoluent peu. Les 10 % de personnes les plus modestes ont un niveau de vie de 10 010 euros annuels (en progression de 1,9 %). Les 10 % de personnes les plus aisées ont un niveau de vie de 33 900 euros, en hausse de 1,3 %. Entre 2005 et 2007, les inégalités ont peu évolué pour 90 % de la population, selon l'Insee. Les 20 % des personnes les plus aisées détiennent 38,2 % de la masse des niveaux de vie, soit 4,2 fois celle détenue par les 20 % des personnes les plus modestes ; ce rapport est stable depuis 2005. Le niveau de vie des « très riches » évolue plus vite. Entre 2004 et 2007, les inégalités se sont creusées entre les ménages très aisés et le reste de la population. En 2007, une personne se situe parmi les 1 % les plus riches au-dessus de 84 500 euros de revenu déclaré annuel par unité de consommation. Les revenus de ces 1 % ont augmenté plus vite que ceux de l'ensemble de la population. Le taux de pauvreté a progressé de 0,3 point par rapport à 2006. Cette hausse n'est pas statistiquement significative, selon l'Insee. En 2005, le taux de pauvreté était de 12,1 %. Le seuil de pauvreté est défini en France comme équivalent à 60 % du niveau de vie médian, soit 908 euros. Les familles monoparentales, le plus souvent constituées d'une mère et de ses enfants, sont les plus touchées par la pauvreté. 30 % des personnes vivant au sein de familles monoparentales sont confrontées à la pauvreté, soit une proportion 2,3 fois plus importante que l'ensemble de la population. Les personnes vivant dans un ménage immigré sont également les plus exposées à la pauvreté. Elles sont confrontées à un taux de pauvreté d'environ 36 %, supérieur de 25 points à celui de la population des ménages non immigrés, selon l'Insee.

### Années 2010

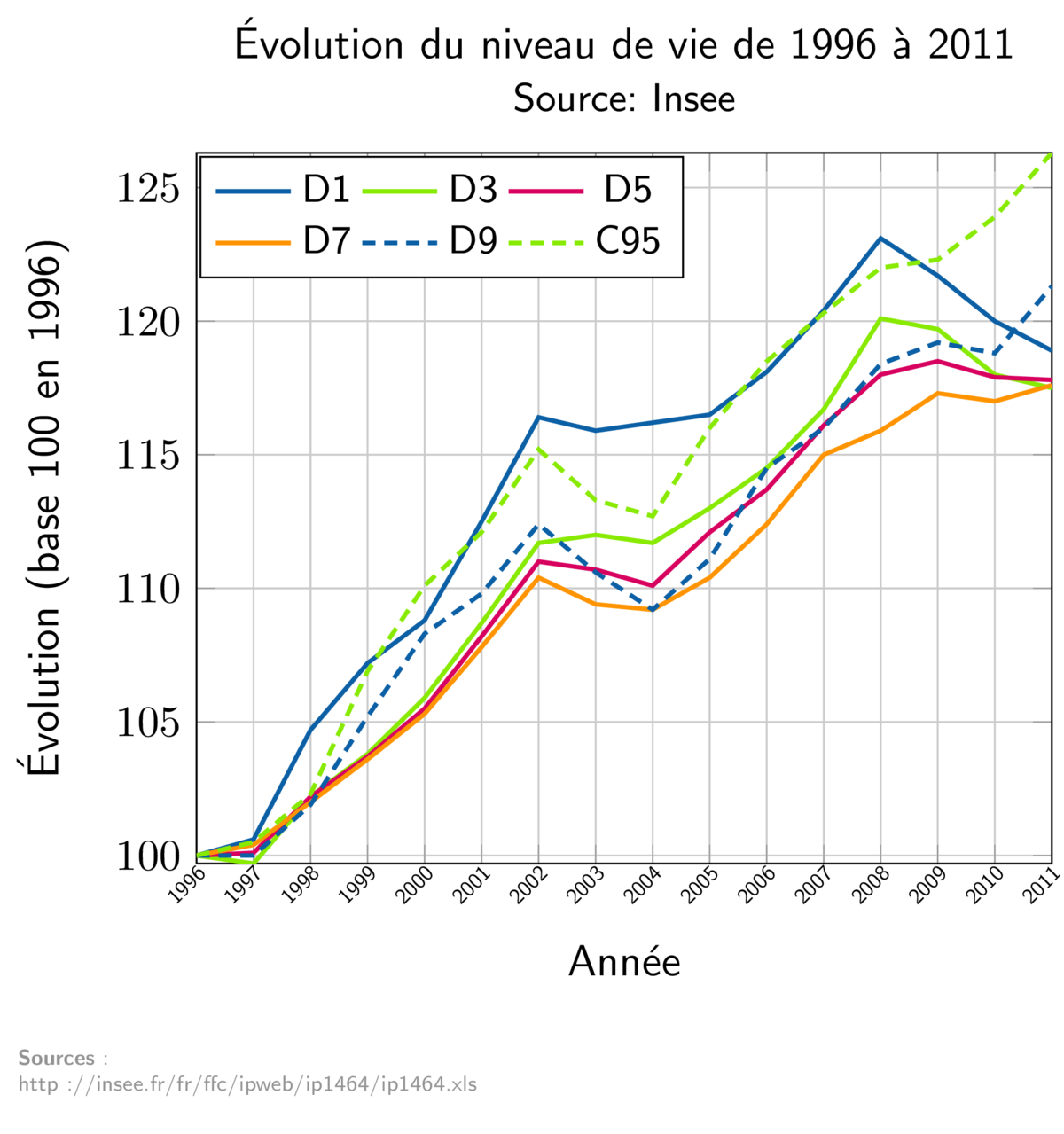
Évolution du niveau de vie en France entre 1996 et 2011. D1, D3, D5, D7 et D9 représentent les déciles de population, des plus pauvres aux plus riches. C95 représente les 5 % les plus riches de la population.

Selon l'enquête de l'Insee Revenus fiscaux et sociaux parue en 2011, le niveau de vie médian en France se situe à 19 550 euros en 2011, soit 1 630 euros mensuels. Il est stable, en euros constants, par rapport à 2010. Avec 18 150 euros annuels, ce sont les 18 à 29 ans qui ont le niveau de vie le plus faible. En euros constants, le niveau de vie diminue de 480 euros en un an, pour cette catégorie d'âge. Les 10 % de personnes les plus aisées disposent d'un niveau de vie de 37 500 euros. Les 10 % de personnes les plus modestes disposent pour leur part d'un niveau de vie de 10 500 euros, soit 3,6 fois moins. Le niveau de vie des 50% les plus modestes est en baisse depuis 2008, alors que les 10 % les plus riches ont un niveau de vie au plus haut. Ceci entraîne une augmentation de l'indice de Gini atteignant aujourd'hui 0,306 contre 0,289 en 2008 et 0,279 en 1996. L'Insee estime le seuil de pauvreté à 977 euros par mois. Selon ce critère, plus de 8,7 millions de personnes peuvent être considérées comme « pauvres » (contre 7,8 millions en 2008). Parmi elles, la moitié ont un niveau de vie inférieur à 790 euros par mois. Les 18 à 29 ans ont le taux de pauvreté le plus élevé : 19,4 % d'entre eux vivaient avec moins de 977 euros par mois.
En 2014, selon l'enquête de l'Insee Revenus fiscaux et sociaux (ERFS), le niveau de vie médian des personnes vivant dans un ménage en France métropolitaine est de 20 150 euros, soit 1 679 euros par mois. Pour une famille composée d’un couple avec deux enfants de moins de quatorze ans, ce montant correspond à un revenu disponible de 42 320 euros par an (soit 3 530 euros par mois). Le niveau de vie médian est quasiment inchangé par rapport à 2013 (+ 0,2 % en euros constants), poursuivant la longue stagnation observée depuis 2008. Alors qu'entre 1996 et 2008, le niveau de vie médian avait augmenté en moyenne de 1,4 % par an. Le niveau de vie médian est légèrement au-dessous de son montant de 2008.
Le niveau de vie médian de 2018, en France métropolitaine, s'élève à 21 250 euros annuels, soit 0,3 % de plus qu'en 2017 en euros constants. Les 10 % de personnes les plus modestes ont un niveau de vie inférieur à 11 210 euros. Les 10 % les plus aisées ont un niveau de vie au moins 3,5 fois supérieur, au-delà de 39 130 euros. Les inégalités de niveau de vie augmentent en 2018 : l'indice de Gini est de 0,298, après 0,289 en 2017. 9,3 millions de personnes vivent au-dessous du seuil de pauvreté monétaire, soit 1 063 euros par mois. Le taux de pauvreté s'établit à 14,8 %. Il s’accroît de 0,7 point sur un an. L'intensité de la pauvreté est stable à 19,6 %.

## Dépenses contraintes
D'après l'Insee, le poids des dépenses contraintes est passé de 12,4 % du revenu disponible en 1951 à près de 30 % en moyenne 2017. Cette augmentation s'explique pour « plus des trois quarts » par la hausse des coûts liés au logement. Ces dépenses pré-engagées réalisées laissent aux ménages un « revenu arbitrable » qu'ils peuvent utiliser comme ils le souhaitent. « Or, le niveau de vie arbitrable médian mensuel s'élevait, en 2011, à 1 050 euros seulement, [...] les ménages pauvres, quant à eux, n'ont que 340 euros en moyenne après avoir payé ces dépenses contraintes ».
En 2023, le poids des dépenses contraintes des Français atteint 38 % de leurs revenus, s'élevant à 1 195 euros par mois en moyenne. Cette augmentation s'explique par « l'explosion de trois postes de dépenses en particulier: l'énergie, les transports et l'assurance. »  Les couples avec deux enfants ont vu leurs dépenses contraintes fortement augmenter passant en six mois de 1 595 euros mensuels à 1 728 euros, soit 44 % de leur budget. L'augmentation des dépenses liées aux services financiers, à la communication ou encore à la santé constitue la raison principale de cette envolée. Un Français sur deux (52 %) déclare parvenir à mettre de l'argent de côté. Trois Français sur dix (29 %) rapportent boucler juste leur budget, et 19 % disent devoir tirer sur leurs réserves ou s'endetter.

## Études économiques du niveau de vie français
Le niveau de vie des Français fait l'objet de diverses études économiques. En 2020, une note de l'Observatoire des inégalités montre que le niveau de vie des 10% les plus aisés était, en 1970, 4,6 fois plus élevé que celui des 10% les plus modestes. Le rapport a chuté jusqu'en 1984, où les 10% les plus aisés disposaient d'un niveau de vie 3,3 fois supérieur. Le rapport ne fait qu'augmenter jusqu'en 2011, afin de se réduire jusqu'en 2018, où il atteint 3,5.